# Ушите (Пирин)
Вижте пояснителната страница за други значения на Ушите.
Ушите (1977,6 м) е най-високият връх на Южен Пирин. Намира се на главното планинско било между върховете Свещник от северозапад и Муторок от югоизток. С връх Свещник се свързва с добре изразена седловина, наричана от някои Сухото езеро. Има формата на конус. На север и североизток склоновете му се спускат към долината на Крива река, а на юг към Койнарска река. Върхът е обрасъл с гора. По всяка вероятност името му произлиза от няколкото стърчащи купчини камъни на върха, приличащи на уши.
В много източници за първенец на Южен Пирин неправилно се смята връх Свещник.